# West Markham
West Markham is een civil parish in het bestuurlijke gebied Bassetlaw, in het Engelse graafschap Nottinghamshire. In 2001 telde het dorp 174 inwoners.